# I Am (Train)
I Am è il terzo e ultimo singolo tratto dall'album Train, dell'omonima rock band statunitense, i Train.

## Tracce
1. "I Am" (versione radio)
2. "I Am" (modifica album)
3. "I Am" (versione album)

## Classifiche
| Classifica (2000)          | Posizione massima |
| -------------------------- | ----------------- |
| Stati Uniti (adult top 40) | 35                |